# امبوهیترانی
امبوهیترانی (به لاتین: Ambohitrony) یک منطقهٔ مسکونی در ماداگاسکار است که در آنالامانگا واقع شده‌است.

## خصوصیات
امبوهیترانی ۲٬۰۰۰ نفر جمعیت دارد.